# Осоркон Стари
Осоркон Стари (Akheperre Setepenre Osokhor), среща се и като Осохор, е фараон от Двадесет и първа династия на Древен Египет. Той е първият фараон от либийски произход и е дядо на бъдещия фараон Шешонк I, основател на 22-ра династия (Либийска или Бубастиска).

## Произход и управление
Осоркон е син на Шешонк (Шошенк), великият вожд на Ма (Meshwesh), либийските берберски племена, които служели като наемници в египетската армия.
Свидетелствата за неговото управление са много малко и не напълно сигурни. В списъците с египетските владетели Осоркон Стари традиционно не получава пореден номер след името. Съгласно Манетон управлява 6 години ок. 992 – 986 г. пр.н.е. или 984 – 978 г. пр.н.е. Наследен е от Сиамун.